# Гейгер, Вильгельм
Вильгельм Людвиг Гейгер (21 июля 1856—2 сентября 1943) — немецкий индолог и иранист, специалист по языкам пали, сингальскому и дивехи, автор работ по авестологии и буддологии, отец физика Ханса Гейгера и климатолога Рудольфа Гейгера.

## Биография
Родился в Нюрнберге в семье евангелистского священника. Образование получал в Университете Эрлангена под научным руководством известного ираниста и буддолога Фридриха фон Шпигеля. В 1878 году получил звание доктора философии. Между 1891 и 1920 был профессором в университете Эрланген. После кончины своего коллеги Эрнста Куна стал преподавать на его кафедре в Мюнхенском университете. В 1895 году совершил поездку на Шри-Ланку. 
Скончался в городе Нойбиберг. Был женат на Магдалене Гейгер, в семье Гейгеров было пять детей.

## Публикации на немецком
- Ceylon. Tagebuchblätter und Reiseerinnerungen, Wiesbaden 1898.
- Dipavamsa und Mahavamsa, die beiden Chroniken der Insel Ceylon, Erlangen, Leipzig 1901.
- Dîpavamsa und Mahâvamsa und die geschichtliche Überlieferung in Ceylon, Leipzig 1905.
- Pāli Dhamma vornehmlich in der kanonischen Literatur, München, 1920. (в соавторстве с Магдаленой Гейгер)
- Elementarbuch des Sanskrit, de Gruyter, Berlin und Leipzig, 1923.
- Singhalesische Etymologien. Stephen Austin and Sons, 1936.
- Beiträge zur singhalesischen Sprachgeschichte, Bayerischen Akad. der Wiss., München 1942.
- Die Reden des Buddha : Gruppierte Sammlung, Saṃyutta-nikāya, translation of Saṃyutta-nikāya, Beyerlein-Steinschulte, Stammbach, 1997.

## Публикации на английском
- The Age of the Avesta and Zoroaster, в соавторстве с Ф. Шпигелем, перевод на анг. Dārāb Dastur Peshotan Sanjānā, London 1886.
- Civilization of the eastern Iranians in ancient times, with an introduction on the Avesta religion, London 1885–1886.
- Zarathushtra in the Gathas, and in the Greek and Roman classics, в соавторстве с  Friedrich Heinrich Hugo Windischmann; Leipzig 1897.
- The Dīpavaṃsa and Mahāvaṃsa and their historical development in Ceylon, перевод на анг.  Ethel M. Coomaraswamy, Colombo 1908.
- The Mahavāmsa or the Great Chronicle of Ceylon, перевод на анг.  Bode, Mabel Haynes, Pali Text Society, London 1912.
- Maldivian Linguistic Studies, Colombo 1919.
- The Language of the Väddās, Calcutta 1935.
- A Grammar of the Sinhala language, Colombo 1938.
- Pali Literature and Language, Calcutta 1943.
- Cūlavamsa : being the more recent part of the Mahāvamsa, перевод на анг.  Christian Mabel Duff Rickmers, Colombo 1953.
- Culture of Ceylon in mediaeval times, Wiesbaden 1960.